# 포트리스 (비디오 게임)
《포트리스》(Fortress)는 현재의 포트리스 2의 전신으로 CCR이 SK 텔레콤의 하청에 의해 납품하여 넷츠고에서 서비스된 머그게임이다. 여러 대의 탱크 중에서 자신이 사용하는 탱크를 골라서 게임을 시작하여, 순번을 두고 차례대로 대포를 발사하는데, 자신의 차례가 오면 20초의 제한 시간 안에 행동하고, 상대의 탱크 에너지를 소진시키거나 땅 아래로 떨어뜨리면 승리한다.
바람의 세기와 목표지점까지의 거리에 따라 발사각도와 힘을 잘 조절해야하는데 조작법이나 규칙이 간단해서 전 연령층 모두에게 인기가 있었다.
하지만 서버 관리 실패 등 여러 가지 문제와 포트리스 2의 등장으로 유저가 급격하게 줄기 시작하면서 적은수의 유저들과 함께 조용하게 서비스를 이어가고 있다가, 이후 운영이 종료되었다.

## 같이 보기
- 포트리스 2
- 포트리스 3